# Joseph P. Overton
Joseph P. Overton, né le 4 janvier 1960 à South Haven et mort le 30 juin 2003 dans le comté de Tuscola, est un lobbyiste, juriste et politologue américain. Il a exercé la fonction de vice-président du Centre de politique publique Mackinac, un think tank conservateur,,.

## Biographie
Il est titulaire d'une licence en sciences en génie électrique de la Michigan Technological University, et d'un doctorat en droit de la Thomas M. Cooley Law School.
Il est connu pour avoir défini le concept de la fenêtre d'Overton, qui a pris ce nom par la suite, désignant le spectre des positions politiques dicibles dans l'opinion publique.
Il est décédé à l'âge de 43 ans à la suite des blessures subies dans un accident qu'il a eu alors qu'il pilotait un avion ultra-léger, peu après avoir décollé de l'aéroport de Tuscola, près de Caro, dans le Michigan,.